# Châtenay (Ain)
Châtenay – miejscowość i gmina we Francji, w regionie Owernia-Rodan-Alpy, w departamencie Ain.

## Demografia
Według danych na styczeń 2012 r. gminę zamieszkiwały 353 osoby, a gęstość zaludnienia wynosiła 23,6 osób/km².